# Vol 409 d'Ethiopian Airlines
El vol 409 de la companyia aèria d'Etiòpia Ethiopian Airlines era un vol regular internacional des de Beirut (Líban) a Addis Ababa (Etiòpia), que es va estavellar a la mar Mediterrània poc després d'enlairar-se el 25 de gener del 2010 de l'Aeroport Internacional Beirut-Rafic Hariri. La totalitat de la tripulació i passatge moriren, concretament 90 persones.

## Aparell
Era un Boeing 737-8AS amb número de registre ET-ANB, 29935. Aquest aparell va treballar inicialment per la companyia aèria Ryanair des de 4 de febrer del 2002 com EI-CSW. El setembre de 2009 va passar a ser d'Ethiopian Airlines.
Va passar la revisió de manteniment el 25 de desembre de 2009 sense detectar-se cap anomalia tècnica.

## Accident i rescat
La meteorologia a l'aeroport Rafic Harari de Beirut era de tempesta en el moment de l'accident; hi anaven 82 passatgers i 8 membres de la tripulació. El vent era de 8 nusos de direcció variable. L'avió va arribar als 9.000 peus (uns 3.000 metres) abans (5 minuts) que es perdés el contacte per radar amb l'aeroport, els testimonis visuals diuen haver vist l'aparell en flames abans de caure al mar. L'avió hauria d'haver arribat a Addis Ababa a les 04:50 UTC.
L'endemà al matí de l'accident les autoritats libaneses van dir que el lloc on l'avió s'havia estavellat era davant la costa del poble de Na'ameh a unes coordenades aproximades de 33º 45' 28'' N i 35º 25' 49''E. L'exèrcit libanés es va encarregar de la recerca de supervivents, fent servir helicòpters Sikorsky S-61, la força naval libanesa, i la força armada de l'ONU al Líban UNIFIL. Davant la petició libanesa també l'exèrcit dels Estats Units hi va participar.
El 26 de gener només es van trobar 24 cadàvers i la resta se suposava que era morta. L'esposa de l'ambaixador a Beirut, Marla Pietton, estava entre els passatgers. En el 16 de febrer es va informar que els submarinistes de les Forces Armades del Líban havien recuperat la caixa negra de l'aparell, i que l'havien enviat al Bureau d'Enquêtes et d'Analyses pour la Sécurité de l'Aviation Civile per la seva anàlisi.
Tots els cossos van ser recuperats del mar el 23 de febrer i van ser enviats a l'Hospital Universitari Rafik Hariri de Beirut per a la seva identificació, que es va produir a final del mateix mes.

## Investigació
El Líban va obrir una investigació conjuntament amb la companyia Boeing. Segons el president del Líban, Michel Suleiman, es descartava que fos una acció terrorista. El ministre d'Informació libanès, Tarek Mitri, va dir que era normal efectuar les operacions de vol també en temps de tempesta. Segons els ministres libanesos de Defensa i Transport, el pilot havia fallat en no seguir les instruccions de rectificar la direcció i evitar la tempesta.

## Passatgers i tripulació
Ethiopian Airlines va facilitar la següent llisat de les nacionalitats de les víctimes:
| País       | Passatgers | Tripulació | Total |
| ---------- | ---------- | ---------- | ----- |
| Líban      | 51         | -          | 51    |
| Etiòpia    | 23         | 8          | 31    |
| Regne Unit | 2          | -          | 2     |
| Canadà     | 1          | -          | 1     |
| França     | 1          | -          | 1     |
| Iraq       | 1          | -          | 1     |
| Rússia     | 1          | -          | 1     |
| Síria      | 1          | -          | 1     |
| Turquia    | 1          | -          | 1     |
| Total      | 82         | 8          | 90    |

## Repercussió
Es va celebrar una cerimònia en memòria de les víctimes de l'accident a Addis Ababa el 14 de febrer de 2010.
L'accident fou protagonista d'un episodi de la sèrie documental canadenca Mayday (també coneguda com a Air Emergency o Air Crash Investigation), en el qual es va recrear segons l'informe final dels investigadors libanesos.